# Plutos

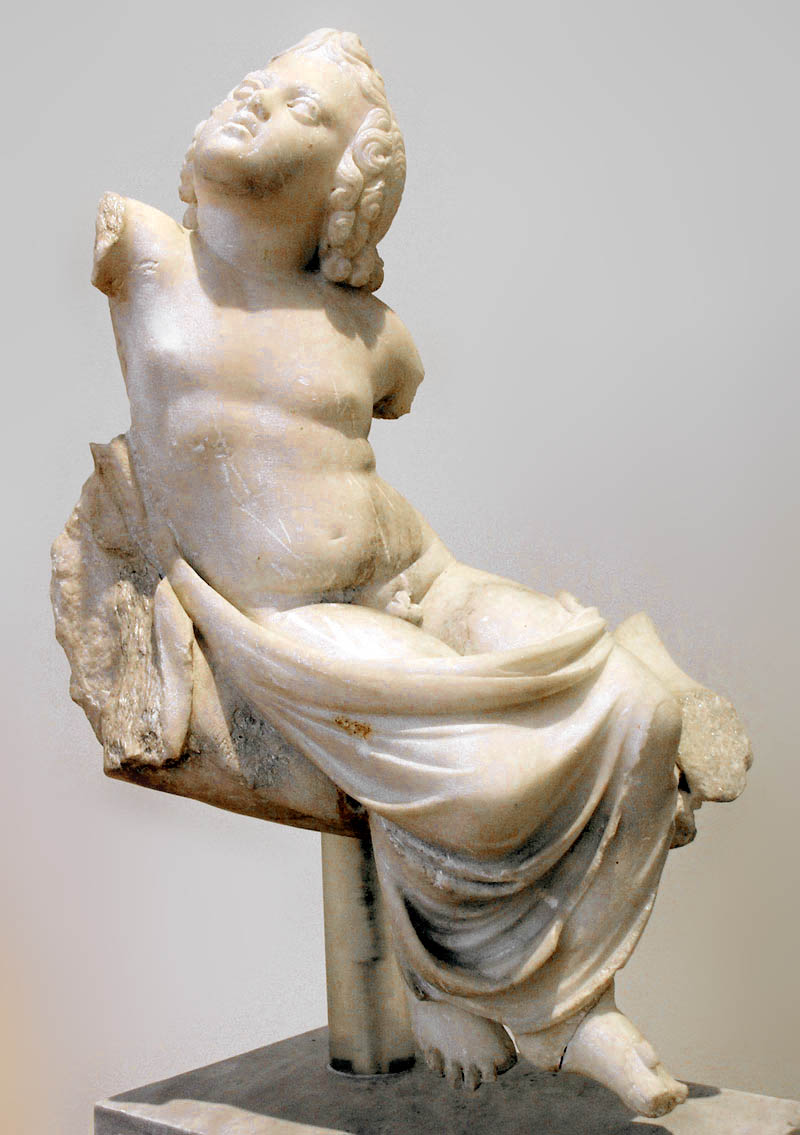
Estàtua de Plutos (còpia romana del, segons l'original esculpit entre el 374 aC i el 370 aC).

Plutos (en grec antic Πλοῦτος; en llatí Plutus), era en la mitologia grega transmesa per Hesíode, fill de Jasió i de Demèter. Va néixer a Creta.
Plutos figura entre el seguici de Dèmeter i de Persèfone, amb l'aspecte d'un jove o d'un nen, que porta la cornucòpia, el corn de l'abundància.
Posteriorment, la seva llegenda se separa del grup de Dèmeter i se'l considera el déu de les riqueses. Sota aquesta forma intervé en la comèdia d'Aristòfanes que duu el seu nom, Plutus. Allà se'l representa com un vell amb els ulls embenats, ja que era cec. Segons Aristòfanes va ser el mateix Zeus el que el va cegar, perquè en repartir els seus dons no es fixés en la gent a qui els donava, i no repartís només a la gent de bé, sinó també als malvats. En aquest cas es tractaria més d'un símbol que d'un mite.